# Liste der Rolandstatuen
Die Liste enthält eine Aufstellung der erhaltenen wie auch der nicht mehr erhaltenen Rolandsstatuen, welche insbesondere im 14. bis 17. Jahrhundert als Symbol für das der Stadt verliehene Stadtrecht aufgestellt wurden.
Die Liste basiert auf den Forschungen der Rechtshistorikerin Dietlinde Munzel-Everling und Karl-Peter Behrens. In ihrer Veröffentlichung aus dem Jahr 2004 werden insgesamt 252 bezeugte und vermeintliche Rolande aufgeführt. Hier aufgeführt sind jedoch nur Rolandsstatuen, die der Intention entsprechen, ein Sinnbild für die Stadtrechte zu sein, oder sich wenigstens auf solche Statuen rückbeziehen. Statuen, die zwar im Volksmund „Roland“ genannt werden, aber von der Aufstellungsintention her keine sind (zum Beispiel der Recklinghäuser Roland, der lediglich ein normales Ritterstandbild am Rathauseingang ist) blieben in der Aufstellung unberücksichtigt.

## Die Liste der Rolande
| Ort                                    | Land        | erhalten ja / nein       | errichtet | Bemerkung | Foto                                 |  |
| -------------------------------------- | ----------- | ------------------------ | --- | --- | ------------------------------------ |  |
| Amsterdam                              | Niederlande | nein                     | 1520 | 1774 entfernt |                                      |  |
| Angermünde                             | Deutschland | nein                     | um 1420 | Holzfigur – einzige Erwähnung 1420 bei Ludwig von Eyb |                                      |  |
| Aurich                                 | Deutschland | ja                       | 16. Jahrhundert (etwa) | steht im Bremer Focke-Museum |                                      |  |
| Bautzen                                | Deutschland | ja                       | | Auch Ritter Dutschmann genannt; Zuordnung als Rolandsstatue fraglich |                                      |  |
| Bad Bederkesa                          | Deutschland | ja                       | zwischen 1599 und 1604 | |                                      |  |
| Bad Bramstedt                          | Deutschland | ja                       | 2. Hälfte 15. Jahrhunderts | 1654 und 1693 ersetzt |                                      |  |
| Bad Segeberg                           | Deutschland | nein                     | | bildliche Erwähnungen auf zwei Stichen von 1585 und 1588, Fragment des Schöpflöffels im Museum Alt-Segeberger Bürgerhauses |                                      |  |
| Bad Sulza                              | Deutschland | nein                     | 1593 | wohl 1640 untergegangen |                                      |  |
| Bad Windsheim                          | Deutschland | ja                       | 1928 | als Kriegerdenkmal errichtet (8 Meter hoch) |                                      |  |
| Belgern                                | Deutschland | ja                       | vor 1550 (ursprünglich aus Holz) | 1610 durch ein steinernes Standbild ersetzt; 2005 Errichtung eines Rolandparks mit Nachbildungen von insgesamt 15 Rolandstatuen aus ganz Deutschland |                                      |  |
| Bennungen                              | Deutschland | nein, 2012 neu errichtet | 1606, 2012 | im 18. Jahrhundert untergegangen, anlässlich der Neunhundertjahrfeier im Sommer 2012 neu errichtet |                                      |  |
| Berlin                                 | Deutschland | nein (1.–5.) / ja (6.)   | 1. um 1391 (Holz); 2. 1384 (Spielfigur); 3. 1902 (Brunnenfigur); 4. 1915 (Nagelfigur); 5. 1933 (Holz); 6. 1905 (Kopie des Brandenburger Rolands) | insgesamt sechs Rolande: 1. 1402 und 1474/1905 erneuert; 2. Rolandstechen erwähnt; 3. Kriegsschäden, 1950 abgetragen; 4. untergegangen; 5. untergegangen; 6. erhalten (vor dem Märkischen Museum) |                                      |  |
| Bernau bei Berlin                      | Deutschland | nein                     | | einzige Erwähnung 1680 bei Elias Lockelius |                                      |  |
| Blumenau                               | Brasilien   | ja                       | 1957 | Nachbildung des Bremer Rolands |                                      |  |
| Boitzenburg                            | Deutschland | ja                       | | 1938 in Berlin als Grabstein des Rolandforschers Florian Mann errichtet, 1974 nach Boitzenburg versetzt |                                      |  |
| Brakel                                 | Deutschland | nein                     | | 1820 zerstört |                                      |  |
| Brandenburg an der Havel               | Deutschland | ja                       | 1402 | 1474 ersetzt. Hat im Zweiten Weltkrieg die Bombenangriffe überstanden, da er ausgelagert worden war (Kunstschutz). |                                      |  |
| Bratislava (Pressburg)                 | Slowakei    | ja                       | 1572 | als Brunnenzier eines Brunnens am Hauptplatz errichtet\| |                                      |  |
| Braunschweig                           | Deutschland | nein                     | | mehrfach Ende 15./Anfang 16. Jahrhundert erwähnt |                                      |  |
| Bremen (Mitte)                         | Deutschland | ja                       | 1366 (spätestens) | 1404 und 1512 ersetzt, Stil ender Roland, Weltkulturerbe mit Bremer Rathaus. Originalkopf im Fockemuseum. |                                      |  |
| Bremen (Neustadt)                      | Deutschland | ja                       | 1737 | Brunnensäule Kleiner Roland am Neuen Markt |                                      |  |
| Brissago                               | Schweiz     | ja                       | 1905 | als Geschenk Kaiser Wilhelm II. an Ruggero Leoncavallo, den Komponisten der Oper Der Roland von Berlin |                                      |  |
| Brobergen                              | Deutschland | ja                       | vor 1525 | einzige Erwähnung 1525, da schon untergegangen, schätzungsweise um 1500 entstanden; 2007 neu errichtet |                                      |  |
| Buch                                   | Deutschland | ja                       | 1580 | hatte möglicherweise einen Vorgänger |                                      |  |
| Burg bei Magdeburg                     | Deutschland | ja                       | vor 1521 | ursprünglich aus Holz, 1581 durch Steinernen ersetzt, 1823 abgetragen und Rumpf zerschlagen, Kopf wurde an der Ecke eines Hauses am Markt aufgestellt, später vor dem Rathaus, seit 1999 steht wieder eine Kopie |                                      |  |
| Burghorn                               | Niederlande | nein                     | | einzige Erwähnung 1505, spätestens mit dem Aufgeben der Ortschaft Burghorn nach 1850 untergegangen |                                      |  |
| Calbe (Saale)                          | Deutschland | ja                       | vor 1381 | 1381 umgesetzt, 1656 ersetzt, infolge der Nachkriegswirren zerstört, 1976 neu errichtet |                                      |  |
| Cedynia (Zehden)                       | Polen       | ja                       | um 1450 | 1723 bei Stadtbrand zerstört und 1739 ersetzt, 1836 erneut schwer beschädigt und heute als Fragment im Märkischen Museum, Berlin |                                      |  |
| Cheb (Eger)                            | Tschechien  | ja                       | 1528 (als Brunnenzier) | 1591 ersetzt, 1985 durch eine Kopie ersetzt, das Original befindet sich nun im Museum |                                      |  |
| Chemnitz                               | Deutschland | ja                       | 1910 | als Fassadenschmuck am neuen Rathaus errichtet |                                      |  |
| Chojna (Königsberg in der Neumark)     | Polen       | nein                     | 1647 (spätestens) | wohl 1695 entfernt |                                      |  |
| Cottbus                                | Deutschland | nein                     | 1934 | als Fassadenschmuck am Rathaus errichtet, 1946 zerstört |                                      |  |
| Crimmitschau                           | Deutschland | ja                       | 1892 | als Fassadenschmuck am Rathaus errichtet, 1942 auf Grund der Metallmobilisierung abgebrochen, 1994 neu errichtet |                                      |  |
| Cumlosen                               | Deutschland | nein                     | | nur in der Überlieferung für das 16. Jahrhundert bezeugt |                                      |  |
| Dessau                                 | Deutschland | nein                     | 1905 | in DDR-Zeiten zerstört, der Sockel der Eckfigur ist erhalten, Wiedererrichtung geplant |                                      |  |
| Drosendorf                             | Österreich  | ja                       | 1560 | Eine zweistufige Säule, die mit einer Rolandstatue bekrönt ist. Die untere achteckige Säule mit Kielbogenkranz ist spätgotisch aus der Mitte des 16. Jahrhunderts und die Rolandfigur stammt aus dem Jahr 1616. |                                      |  |
| Dubrovnik                              | Kroatien    | ja                       | 1396 (wahrscheinlich) | 1419 durch einen neuen Roland ersetzt |                                      |  |
| Duisburg                               | Deutschland | ja                       | 1902 | [ 6 ] |                                      |  |
| Eggenburg                              | Österreich  | ja                       | 1620 (etwa) | Pranger mit Roland und Steinkugel |                                      |  |
| Eisleben-Neustadt                      | Deutschland | ja                       | ca. 1590 | „Bergmannsroland“ Kamerad Martin, Original in Museum Luthers Geburtshaus, am Standort jetzt Kopie von 1926 |                                      |  |
| Elbląg (Elbing)                        | Polen       | nein                     | 1404 | bestand wahrscheinlich von 1404 bis 1424 |                                      |  |
| Elze                                   | Deutschland | ja                       | 1925 | |                                      |  |
| Erfurt                                 | Deutschland | ja                       | | Römer am Fischmarkt (wurde im 20. Jahrhundert wieder aus der Liste gestrichen) |                                      |  |
| Eutin                                  | Deutschland | ja                       | 1583 | 1905 erneuert |                                      |  |
| Falkenstein                            | Österreich  | ja                       | 16. Jahrhundert (wahrscheinlich) | |                                      |  |
| Fritzlar                               | Deutschland | ja                       | 1564 | Brunnenfigur |                                      |  |
| Gansbach                               | Österreich  | ja                       | 1643 (etwa) | Prangerfigur |                                      |  |
| Gardelegen                             | Deutschland | ja                       | 1540 | 1526 zerstört und 1564 neu errichtet, 1727 abermals zerstört, 2002 nach schriftlichen Überlieferungen neu geschaffen und errichtet |                                      |  |
| Garding                                | Deutschland | ja                       | 1840 | heute im Museum |                                      |  |
| Gorzów Wielkopolski (Landsberg/Warthe) | Polen       | nein                     | 16. Jh. | Holzfigur – von 1576 bis 1626 erwähnt |                                      |  |
| Göttingen                              | Deutschland | nein                     | 1384 (wahrscheinlich) | Wahrscheinlich 1791/92 entfernt. Abweichend von der Überlebensgröße: Größe anderthalb Ellen entsprechend etwa einen Meter und der kleinste unter allen bekannten Rolanden. |                                      |  |
| Greifswald                             | Deutschland | nein                     | 1398 | wohl im Dreißigjährigen Krieg zerstört |                                      |  |
| Hagenberg                              | Österreich  | ja                       | 1717 | |                                      |  |
| Halberstadt                            | Deutschland | ja                       | 1381 | 1433 erneuert; älteste, im Original erhaltene Roland-Statue Deutschlands. War vor den Luftangriffen auf Halberstadt im Zweiten Weltkrieg durch Einmauerung geschützt. Original jetzt im Stadtmuseum Halberstadt. |                                      |  |
| Haldensleben                           | Deutschland | ja                       | 1418 (spätestens) | 1528 ersetzt, 1927 erneuert, das Original befindet sich im Museum |                                      |  |
| Hall in Tirol                          | Österreich  | ja                       | 1522 | an der Fassade des Rathauses, ursprünglich am Stadtbrunnen und während der Markttage mit einem Schwert versehen |                                      |  |
| Halle (Saale)                          | Deutschland | ja                       | 1245 (etwa) | Ersterwähnung 1426 – 1719 ersetzt, geschichtlich eng verbunden mit dem Roten Turm |                                      |  |
| Hamburg                                | Deutschland | nein                     | 1264 | nach 1385 zerstört, der Straßenname Rolandsbrücke erinnert an den einstigen Standort |                                      |  |
| Hannover                               | Deutschland | ja                       | 1916 | 2000 erneut errichtet |                                      |  |
| Heide                                  | Deutschland | ja                       | 1740 (etwa) | |                                      |  |
| Heidenreichstein                       | Österreich  | ja                       | 1688 | Prangerfigur – 1955 durch Kopie ersetzt |                                      |  |
| Herford                                | Deutschland | nein                     | 1570 (wahrscheinlich) | wohl 1878 entfernt |                                      |  |
| Hildesheim                             | Deutschland | ja                       | 1548, 1986 | 1540 auf dem Marktplatz errichtet, das Original des heutigen Brunnens stammt von 1548, zerstört im Zweiten Weltkrieg, 1986 originalgetreu nachgebildet |                                      |  |
| Hollenburg                             | Österreich  | ja                       | 1591 | Prangerfigur |                                      |  |
| Hopen                                  | Deutschland | ja                       | M. 17. Jh. | Spielfigur – einzige Erwähnung 1650 |                                      |  |
| Hoya                                   | Deutschland | nein                     | | auf dem Rathausgiebel – bestand wahrscheinlich im 17./18. Jahrhundert |                                      |  |
| Jüterbog                               | Deutschland |                          | | auf dem Rathausgiebel |                                      |  |
| Kirchnüchel                            | Deutschland | nein                     | | bestand vom 16. bis zum 19. Jahrhundert |                                      |  |
| Königsberg in Bayern                   | Deutschland | ja                       | 1605 | |                                      |  |
| Korbach                                | Deutschland | ja                       | M. 14. Jh. | Holzfigur – um 1470 neu als steinerne Brunnenfigur, um 1970 durch Kopie ersetzt, Original im Rathaus |                                      |  |
| Kremp                                  | Deutschland | nein                     | 18. Jh. | Spielfigur – bestand wohl bis in die 1. Hälfte des 20. Jahrhunderts |                                      |  |
| Laa an der Thaya                       | Österreich  | ja                       | 1575 | |                                      |  |
| Langenberg                             | Deutschland | nein                     | | bestand im 16./17. Jahrhundert |                                      |  |
| Leipzig                                | Deutschland | ja                       | 1914 | als Fassadenschmuck an Stentzlers Hof (Hausecke Petersstraße/Peterskirchhof) errichtet |                                      |  |
| Litoměřice (Leitmeritz)                | Tschechien  | ja                       | 1350 (möglicherweise) | 1539 durch Abbildung eines Rolands als „Haarmensch“ ersetzt, 1978 durch eine Kopie ersetzt, das Original befindet sich im Museum in Leitmeritz |                                      |  |
| Lübeck                                 | Deutschland | nein                     | 1689 | Spielfigur – bestand im 17./18. Jahrhundert |                                      |  |
| Ludweis                                | Österreich  | ja                       | 1706 | |                                      |  |
| Magdeburg                              | Deutschland | ja                       | 1419 | Ersterwähnung spricht von "neuem Roland", also bestand wahrscheinlich bereits früher ein Roland, 1459 ersetzt, 1631 zerstört; neu errichtet 2005 |                                      |  |
| Meldorf                                | Deutschland | ja                       | 18. Jh. | heute im Dithmarscher Landesmuseum |                                      |  |
| Metz                                   | Frankreich  | ja                       | 1908 | als Bekräftigung der Zugehörigkeit der Stadt zu Deutschland errichtet, der Kopf, der zunächst den deutschen Grafen Haeseler darstellte, wurde infolge der wechselnden nationalen Zugehörigkeit mehrmals ausgetauscht |                                      |  |
| Münster                                | Deutschland | nein                     | 16. Jh. | Spielfigur – bestand im 16./17. Jahrhundert |                                      |  |
| Neustadt/Harz                          | Deutschland | ja                       | 1376 ? | 1678 zerstört, 1730 wiedererrichtet |                                      |  |
| Neustadt/Wied                          | Deutschland | nein                     | | bestand im 17. Jahrhundert |                                      |  |
| New York                               | USA         | ja                       | 1890 | Nachbildung des Bremer Rolands an der Kanzel der Zionskirche in Brooklyn, gestiftet von einem Auswanderer |                                      |  |
| Nitzow                                 | Deutschland | nein                     | 18. Jh. | Holzfigur – bestand im 18./19. Jahrhundert |                                      |  |
| Nordhausen                             | Deutschland | ja                       | vor 1385 | 1411 ersterwähnt, 1717 neu angefertigt, befindet sich im Neuen Rathaus, eine Nachbildung befindet sich am Alten Rathaus. Die Nordhäuser feiern alljährlich das unbeschadete Überleben des hölzernen Roland bei den schweren Luftangriffen auf Nordhausen am 3. und 4. April 1945 (mit Feuersturm) als "Wunder". Wahrscheinlich war er eingemauert oder ausgelagert. |                                      |  |
| Nürnberg                               | Deutschland | nein                     | 1881 | nach Vorbild des Bremer Rolands errichtet, 1968 untergegangen |                                      |  |
| Obermarsberg                           | Deutschland | ja                       | vor 1410 | Kirchenmodell ohne den 1410 errichteten Turm – heutiges Exemplar hingegen erst um 1600 errichtet? | Rolandstatue am Kloster Obermarsberg |  |
| Obihiro                                | Japan       | ja                       | 1970 | moderne Nachbildung des Bremer Rolands (1970) |                                      |  |
| Oebisfelde-Weferlingen                 | Deutschland | ja                       | 1523 | 1551 wird der erste Roland zerstört, 1892 ein neuer errichtet |                                      |  |
| Paris                                  | Frankreich  | ja                       | | bild von Charlemagne, Roland und Olivier neben Notre Dame de Paris |                                      |  |
| Perleberg                              | Deutschland | ja                       | 1498 | 1546 ersetzt |                                      |  |
| Plötzky                                | Deutschland | ja                       | M. 15. Jh. | um 1725 verschwunden, die gleichzeitig auftauchende Holzfigur im Pfarrgarten 1916 untergegangen, 2005 neu errichtet |                                      |  |
| Połczyn-Zdrój (Bad Polzin)             | Polen       | nein                     | um 1400? | im Siebenjährigen Krieg beschädigt und 1789 umgestürzt, wurde er eingelagert und 1830 versehentlich zerstört |                                      |  |
| Potzlow                                | Deutschland | ja                       | E. 14. Jh. | 1727 und 1806 ersetzt, 1991 durch Kopie ersetzt |                                      |  |
| Prabuty (Riesenburg)                   | Polen       | ja                       | 1900 | Statue auf dem Rolandbrunnen in Berlin-Charlottenburg. Der Brunnen wurde 1928 nach Riesenburg verkauft, 1945 entfernt und 2011 rekonstruiert. |                                      |  |
| Prag                                   | Tschechien  | ja                       | 1370 | gemeinsam mit der Karlsbrücke errichtet, 1506 ersetzt, im Dreißigjährigen Krieg zerstört, 1884 neu geschaffen |                                      |  |
| Prenzlau                               | Deutschland | ja                       | M. 15. Jh. | Holzfigur 1495 durch steinerne Version ergänzt – 1737 zerstört, 2000 neu geschaffen; originale Bruchstücke des historischen Roland im Prenzlauer Museum |                                      |  |
| Pula                                   | Kroatien    | nein                     | | einzige Erwähnung 1890 bei Bédier, damals bereits nicht mehr erhalten |                                      |  |
| Pulkau                                 | Österreich  | ja                       | 1542 | Pranger mit Rolandstatue |                                      |  |
| Quedlinburg                            | Deutschland | ja                       | 1460 | erneuert 1869 |                                      |  |
| Questenberg                            | Deutschland | ja                       | 1730 | erneuert 1976 |                                      |  |
| Quito                                  | Ecuador     | ja                       | 1978 | moderne Nachbildung des Bremer Rolands (1978) |                                      |  |
| Riga                                   | Lettland    | ja                       | 1412 (spätestens) | 1474 und 1896 ersetzt, heute steht er im Museum und am alten Platz eine Kopie von 1999 |                                      |  |
| Rolândia                               | Brasilien   | ja                       | 1957 | moderne Nachbildung des Bremer Rolands (1957) |                                      |  |
| Rolandsbogen                           | Deutschland | ja                       | 1896 | |                                      |  |
| Roth                                   | Deutschland | ja                       | 1936 | |                                      |  |
| Sądów (Sandow)                         | Polen       | nein                     | 17. Jh. | Holzfigur – einzige Erwähnung 1680 bei Elias Lockelius |                                      |  |
| Sankt Michaelisdonn                    | Deutschland | nein                     | | bestand im 18. Jahrhundert |                                      |  |
| Schwedt                                | Deutschland | nein                     | M. 14. Jh. | einzige Erwähnung 1656 bei Konrad Jacob Hiltebrandt |                                      |  |
| Skänninge                              | Schweden    | nein                     | um 1500 | Holzfigur – nach alten Zeichnungen 1990 neu geschaffen |                                      |  |
| Środa Śląska (Neumarkt in Schlesien)   | Polen       | ja                       | 1913 | zur Jahrhundertfeier der Befreiungskriege errichtet |                                      |  |
| Stendal                                | Deutschland | ja                       | 1525 | 1974 durch Kopie ersetzt |                                      |  |
| Stralsund                              | Deutschland | nein                     | 16. Jh. | bestand im 16. bis 18. Jahrhundert |                                      |  |
| Tábor                                  | Tschechien  | ja                       | | |                                      |  |
| Templin                                | Deutschland | ja                       | 1937 | |                                      |  |
| Tianjin                                | China       | nein                     | 1905 | zur Erinnerung an den Boxeraufstand errichtet, zerstört von der Briten im Jahr 1918 |                                      |  |
| Toulouse                               | Frankreich  |                          | | Roland und Olivier, Jules Jacques Labatut (Toulouse 1851 - Biarritz 1925) |                                      |  |
| Torigni-sur-Vire                       | Frankreich  |                          | | Musée du chateau |                                      |  |
| Tönning                                | Deutschland | ja                       | 1720 (etwa) | |                                      |  |
| Traismauer                             | Österreich  | ja                       | 1584 | |                                      |  |
| Verden                                 | Deutschland | nein                     | 17. Jh. | bestand im 17./18. Jahrhundert |                                      |  |
| Visby                                  | Schweden    | nein                     | 1361 ? | wohl um 1860 untergegangen |                                      |  |
| Weismain                               | Deutschland | ja                       | 1572 | 1879 durch Kopie ersetzt |                                      |  |
| Weiten                                 | Österreich  | ja                       | 1620 | Pranger mit Rolandstatue und Steinkugel |                                      |  |
| Wedel                                  | Deutschland | ja                       | 1450 (etwa) | im 17. Jahrhundert durch eine neue Figur ersetzt, nachdem die alte verfallen war. Kaiserbildnis Karls des Großen mit Attributen Krone und Reichsapfel als Manifestation der geltenden sächsische Rechtsordnung. |                                      |  |
| Wien                                   | Österreich  | ja                       | 1913 | |                                      |  |
| Wilster                                | Deutschland | ja                       | 1820 (etwa) | |                                      |  |
| Windbergen                             | Deutschland | ja                       | 1660 (etwa) | |                                      |  |
| Wolde                                  | Deutschland | nein                     | | Holzfigur – nur aus Sagen bekannt – wahrscheinlich Anfang des 19. Jahrhunderts untergegangen |                                      |  |
| Wolfsburg-Hehlingen                    | Deutschland | ja                       | 2012 | soll nach einigen Jahren Standzeit 1419 nach Haldensleben entführt worden sein, wo er auch heute besteht, Neuaufstellung 1528 und 1928. 2012 wurde zur 900-Jahr-Feier Hehlingens ein 3,50 m großer, aus Bronze gegossener und von dem Künstler Georg Arfmann gestalteter neuer reitender Roland an der dortigen St.-Pankratius-Kirche aufgestellt                   |                                      |  |
| Zerbst                                 | Deutschland | ja                       | 1384 (spätestens) | 1445 ersetzt |                                      |  |
| Ziesar                                 | Deutschland | nein                     | 15. Jh. | Holzfigur – bestand wahrscheinlich vom 15. bis zum 18. Jahrhundert |                                      |  |
| Zittau                                 | Deutschland |                          | | Rolandbrunnen |                                      |  |

## CD-ROM
- Dietlinde Munzel-Everling: Rolande der Welt. Interaktive CD-ROM mit wissenschaftlichen Arbeitsmitteln. Dietlinde Munzel-Everling, Wiesbaden 2004, ISBN 3-00-013829-3.